# Sokehs Island
Sokehs Island är en ö i Mikronesiska federationen.   Den ligger i kommunen Sokehs Municipality och delstaten Pohnpei, i den centrala delen av landet, 6 km nordost om huvudstaden Palikir. Arean är 6,3 kvadratkilometer.
Terrängen på Sokehs Island är kuperad. Öns högsta punkt är 782 meter över havet.